# 4. etape af PostNord Danmark Rundt 2023
4. etape af PostNord Danmark Rundt 2023 er en 178,4 km lang sprintervenlig flad etape med en samlet stigning på 1.197 m. Den bliver kørt den 18. august 2023 med start i Kalundborg og mål i Bagsværd. Det er tredje gang at Kalundborg er startby for en etape i Danmark Rundt.

## Resultater

### Etaperesultat
| \| Etaperesultat \| Etaperesultat \| Etaperesultat \| Etaperesultat \| Etaperesultat \| \| Rytter \| Rytter \| Hold \| Tid \| \| \| ------------- \| -------------------- \| ---------------------------------- \| ------------- \| ------------- \| \| 1. \| Fabio Jakobsen \| Soudal Quick-Step \| 4t 00' 36" \| \| \| 2. \| Mads Pedersen \| Lidl-Trek \| + 0" \| \| \| 3. \| Luca Colnaghi \| Green Project-Bardiani CSF-Faizanè \| + 0" \| \| \| 4. \| Søren Wærenskjold \| Uno-X Pro Cycling Team \| + 0" \| \| \| 5. \| Jensen Plowright \| Alpecin-Deceuninck \| + 0" \| \| \| 6. \| Alexander Salby \| Danmark \| + 0" \| \| \| 7. \| Tobias Lund Andresen \| Team DSM-Firmenich \| + 0" \| \| \| 8. \| Matteo Moschetti \| Q36.5 Pro Cycling Team \| + 0" \| \| \| 9. \| Andrea Peron \| Team Novo Nordisk \| + 0" \| \| \| 10. \| Sebastian Nielsen \| ColoQuick \| + 0" \| \| |                      |                                    |            |
| |                      |                                    |            |
| Kilde: ProCyclingStats |                      |                                    |            |
| Etaperesultat |                      |                                    |            |
| Rytter | Rytter               | Hold                               | Tid        |
| 1. | Fabio Jakobsen       | Soudal Quick-Step                  | 4t 00' 36" |
| 2. | Mads Pedersen        | Lidl-Trek                          | + 0"       |
| 3. | Luca Colnaghi        | Green Project-Bardiani CSF-Faizanè | + 0"       |
| 4. | Søren Wærenskjold    | Uno-X Pro Cycling Team             | + 0"       |
| 5. | Jensen Plowright     | Alpecin-Deceuninck                 | + 0"       |
| 6. | Alexander Salby      | Danmark                            | + 0"       |
| 7. | Tobias Lund Andresen | Team DSM-Firmenich                 | + 0"       |
| 8. | Matteo Moschetti     | Q36.5 Pro Cycling Team             | + 0"       |
| 9. | Andrea Peron         | Team Novo Nordisk                  | + 0"       |
| 10. | Sebastian Nielsen    | ColoQuick                          | + 0"       |

### Klassement efter etapen
| \| Samlede stilling \| Samlede stilling \| Samlede stilling \| Samlede stilling \| Samlede stilling \| \| Rytter \| Rytter \| Hold \| Tid \| \| \| ---------------- \| ------------------ \| ------------------------ \| ---------------- \| ---------------- \| \| 1. \| Mattias Skjelmose \| Lidl-Trek \| 16t 31' 22" \| \| \| 2. \| Mads Pedersen \| Lidl-Trek \| + 4" \| \| \| 3. \| Magnus Cort \| EF Education-EasyPost \| + 49" \| \| \| 4. \| Nicola Conci \| Alpecin-Deceuninck \| + 1' 04" \| \| \| 5. \| Florian Vermeersch \| Lotto Dstny \| + 1' 07" \| \| \| 6. \| Søren Wærenskjold \| Uno-X Pro Cycling Team \| + 1' 09" \| \| \| 7. \| Alexander Kamp \| Tudor Pro Cycling Team \| + 1' 14" \| \| \| 8. \| Brent Van Moer \| Lotto Dstny \| + 1' 26" \| \| \| 9. \| Vito Braet \| Team Flanders-Baloise \| + 1' 31" \| \| \| 10. \| Magnus Bak Klaris \| Restaurant Suri-Carl Ras \| + 1' 31" \| \| |                    |                          |             |
| |                    |                          |             |
| Kilde: ProCyclingStats |                    |                          |             |
| Samlede stilling |                    |                          |             |
| Rytter | Rytter             | Hold                     | Tid         |
| 1. | Mattias Skjelmose  | Lidl-Trek                | 16t 31' 22" |
| 2. | Mads Pedersen      | Lidl-Trek                | + 4"        |
| 3. | Magnus Cort        | EF Education-EasyPost    | + 49"       |
| 4. | Nicola Conci       | Alpecin-Deceuninck       | + 1' 04"    |
| 5. | Florian Vermeersch | Lotto Dstny              | + 1' 07"    |
| 6. | Søren Wærenskjold  | Uno-X Pro Cycling Team   | + 1' 09"    |
| 7. | Alexander Kamp     | Tudor Pro Cycling Team   | + 1' 14"    |
| 8. | Brent Van Moer     | Lotto Dstny              | + 1' 26"    |
| 9. | Vito Braet         | Team Flanders-Baloise    | + 1' 31"    |
| 10. | Magnus Bak Klaris  | Restaurant Suri-Carl Ras | + 1' 31"    |

#### Pointkonkurrencen
| Pointkonkurrence | Pointkonkurrence | Pointkonkurrence | Pointkonkurrence | Pointkonkurrence |
| Rytter           | Rytter           | Hold             | Point            |                  |
| ---------------- | ---------------- | ---------------- | ---------------- | ---------------- |

#### Bakkekonkurrencen
| Bjergkonkurrence | Bjergkonkurrence | Bjergkonkurrence | Bjergkonkurrence | Bjergkonkurrence |
| Rytter           | Rytter           | Hold             | Point            |                  |
| ---------------- | ---------------- | ---------------- | ---------------- | ---------------- |

#### Ungdomskonkurrencen
| Ungdomskonkurrence | Ungdomskonkurrence | Ungdomskonkurrence | Ungdomskonkurrence | Ungdomskonkurrence |
| Rytter             | Rytter             | Hold               | Tid                |                    |
| ------------------ | ------------------ | ------------------ | ------------------ | ------------------ |

#### Holdkonkurrencen
| Holdkonkurrence | Holdkonkurrence | Holdkonkurrence | Holdkonkurrence |
| Hold            | Hold            | Tid             |                 |
| --------------- | --------------- | --------------- | --------------- |